# Вовчанський історико-краєзнавчий музей
Вовчанський історико-краєзнавчий музей — один із найстаріших музеїв Харківської області, заснований у 1912 році. Експозиція знайомить з історією міста Вовчанська від найдавніших часів до наших днів.

## Історія музею
Вовчанський історико-краєзнавчий музей створений у 1912 році у спеціально збудованій будівлі у стилі модерн. Першим директором Вовчанського музею Старожитностей, був Бабенко Василь Олексійович, першовідкривач салтівської археологічної культури. В 1941 році, під час бомбардування міста Вовчанська музей було пошкоджено. В 1963 році створено новий історико-краєзнавчий музей, спочатку на громадських засадах, а з часом музей став комунальним закладом.
Станом на кінець травня 2024 року (згідно з інформацією офіційного сайту Вовчанської міської військової адміністрації), місто Вовчанськ практично зруйноване.

## Опис музею
Експозиція комунального закладу «Вовчанський історико-краєзнавчий музей» відображає історію міста та особливості культури. Зали присвячені етапам розвитку Вовчанська. Відділ археології знайомить відвідувачів із далеким минулим краю. Тут наявні пам'ятки салтівської археологічної культури.
Є в музеї матеріали і про виникнення Вовчанська.
Зразки народної творчості — вишивки, різьблення по дереву, картини, а також предмети народного побуту, найбільш цікаві відділи цього культурного закладу.
Вовчани. шанують пам'ять своїх видатних земляків.
Про тих, хто найбільше відзначився в боротьбі за честь і свободу рідної країни, розповідають матеріали та експонати часів війн. Є в музеї експонати та матеріали про відомих людей Вовчанщини. Зібрано також зразки продукції підприємств міста.
Станом на травень 2024 року, музейна колекція завчасно, евакуйована в безпечне місце.